# Гудјир (Аризона)
Гудјер (енгл. Goodyear) град је у америчкој савезној држави Аризона. По попису становништва из 2010. године у њему је живело 65.275 становника.

## Демографија
Према попису становништва из 2010. године у граду је живело 65.275 становника, што је 46.364 (245,2%) становника више него 2000. године.
| Група             | 2000.          | 2010.          |
| Белци             | 13.206 (69,8%) | 38.064 (58,3%) |
| Афроамериканци    | 983 (5,2%)     | 4.375 (6,7%)   |
| Азијати           | 323 (1,7%)     | 2.830 (4,3%)   |
| Хиспаноамериканци | 3.933 (20,8%)  | 18.136 (27,8%) |
| Укупно            | 18.911         | 65.275         |